# Jeg taler til jer - John Kørners verden
|  | Denne artikel er oprettet af botten PalnaBot ud fra en ekstern database. Den kan derfor have sproglige fejl eller mangler. Denne skabelon kan fjernes efter kontrol af indholdet. |

Jeg taler til jer - John Kørners verden er en dokumentarfilm fra 2013 instrueret af Jørgen Leth efter eget manuskript.

## Handling
Over fem år har Jørgen Leth fulgt den karismatiske billedkunstner John Kørner. Leth fører os ind i Kørners verden, hvor vi bliver indviet i malerens poetiske skildring af det danske samfund, hans særlige arbejdsmetoder og hans særlige drivkraft. Vi er med, når Kørner skaber billedserien om de danske soldater i Afghanistan. Vi følger tilblivelsen af hans første værk til Kronprinsparrets Palæ på Amalienborg, som ikke godkendes - og sidenhen arbejdet med det nye maleri. Vi oplever Kørners tanker omkring billedserien "Kvinder til Salg", som er inspireret af de prostituerede i Skelbækgade. Og vi ser starten på Kørners møde med sit ophavs Friserland. Når to af Danmarks giganter med hver deres baggrund, fra hver deres generation og med hver deres indstilling til livet mødes, opstår der samtaler om livet, kunsten og kvinderne. Samtalerne er en vigtig del af filmen. Træd indenfor i John Kørners verden.